# Gerações roubadas

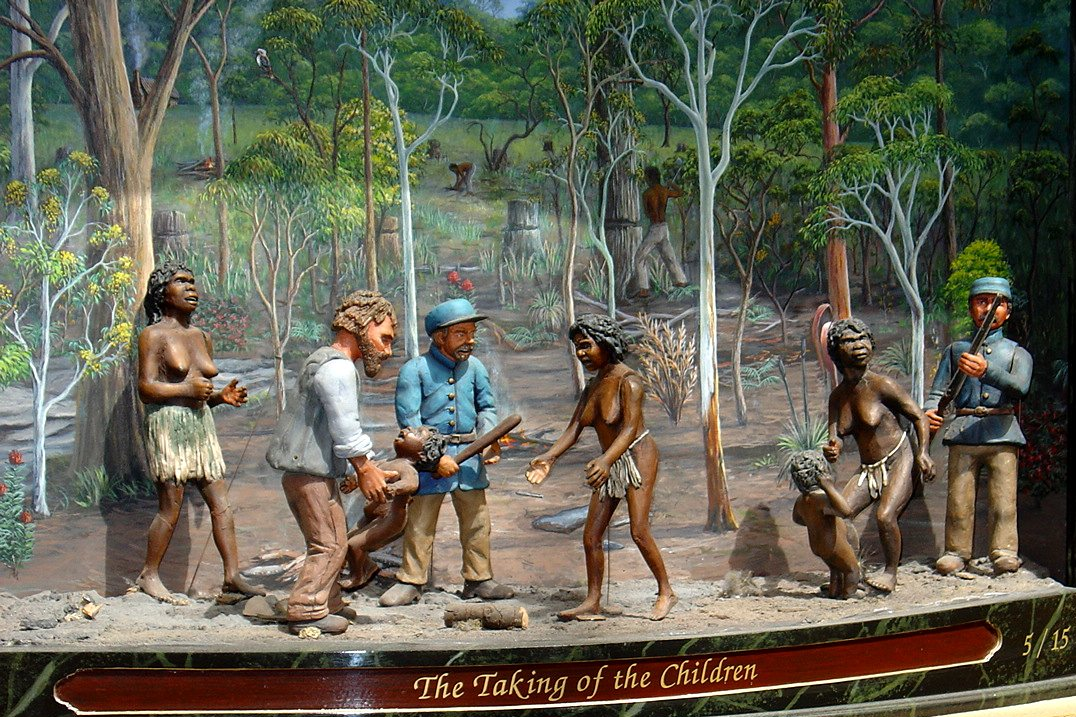
Um retrato fictício intitulado The Taking of the Children de Chris Cook.

As gerações roubadas, também conhecidas como as crianças roubadas, é um termo usado para descrever os filhos dos aborígenes australianos e descendentes das Ilhas do Estreito de Torres, que foram removidos de suas famílias pela federação australiana, agências do Governo do Estado e missões de igrejas, sob atos de seus respectivos parlamentos. As remoções ocorreram no período de um século (1869 - 1969), embora em alguns lugares as crianças continuaram sendo tomadas na década de 1970, como em Victoria.